# Bradypodion pumilum
Bradypodion pumilum là một loài thằn lằn trong họ Chamaeleonidae. Loài này được Gmelin mô tả khoa học đầu tiên năm 1789.
Đây là loài bản địa tỉnh Western Cape của Nam Phiư, nơi chúng bị giới hạn trong khu vực xung quanh Cape Town.
Như với hầu hết các loài tắc kè hoa, lưỡi của nó có chiều dài gấp đôi cơ thể và nó có thể bị bắn ra khỏi miệng bằng cách sử dụng một cơ đặc biệt trong hàm. Điều này mang đến cho loài tắc kè hoa này khả năng bắt côn trùng ở khoảng cách xa.

## Hình ảnh

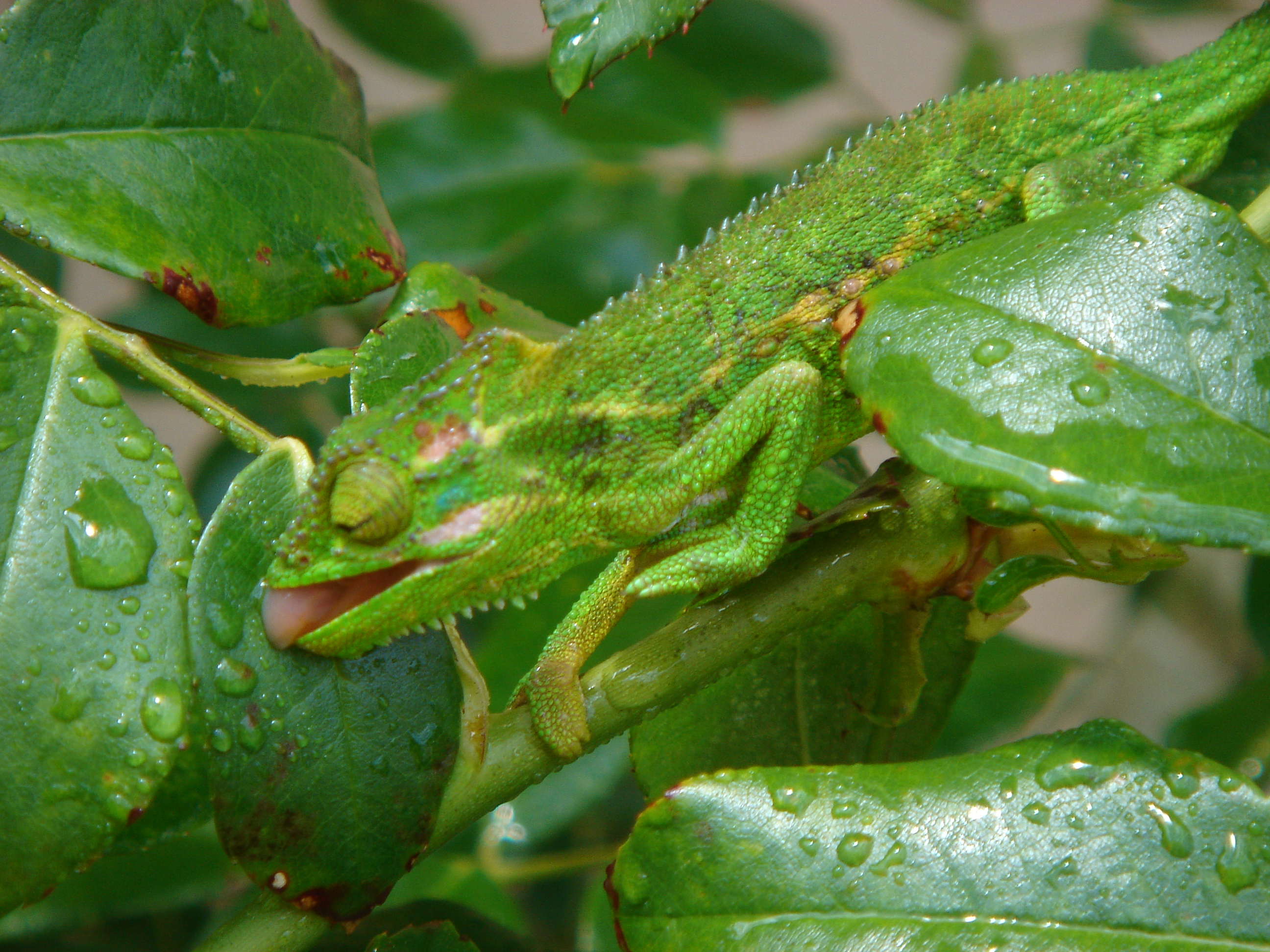
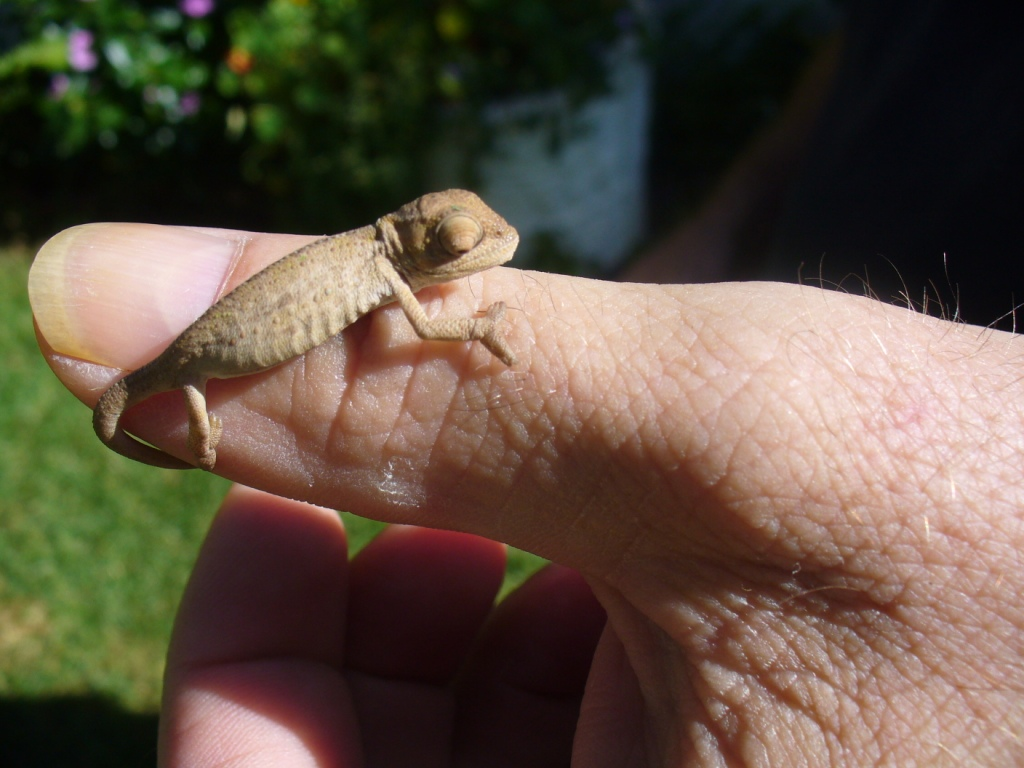
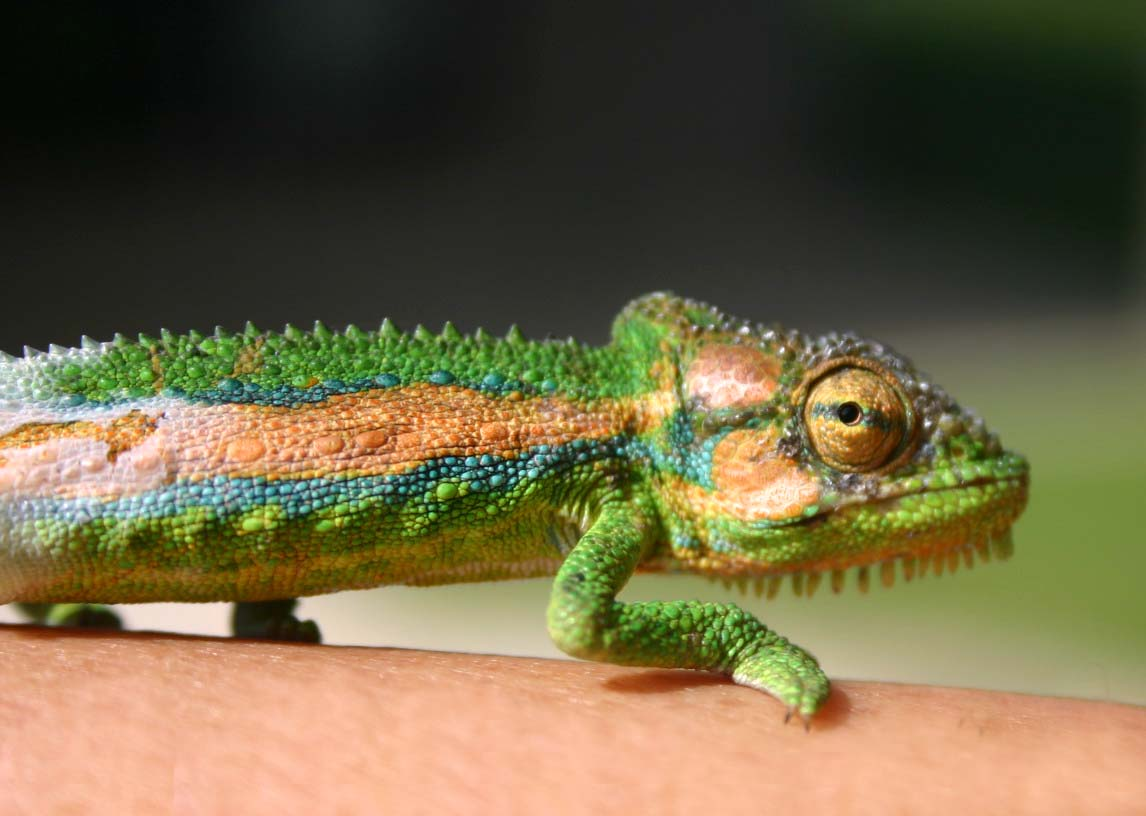